# Marquis Point
Marquis Point (französisch Pointe du Petite Marquis) ist eine Landzunge an der Südostküste des Inselstaates Grenada in der Karibik.

## Geographie
Das Kap liegt an der Küste des Parish Saint David, in der Nähe der Mündung des River of Little Marquis (Riviere du Petit Marquis), bei Stetsenville.